# Severino Cavazzini
Severino Cavazzini (Ferrara, 25 luglio 1903 – Ferrara, 5 novembre 1983) è stato un politico italiano.

## Biografia
Membro del Partito Comunista Italiano, già sindaco di Porto Tolle, venne eletto alla Camera dei deputati dalla I alla III legislatura.